# Adonisea ferricosta
Adonisea ferricosta là một loài bướm đêm trong họ Noctuidae.